# 화웨이 메이트 X

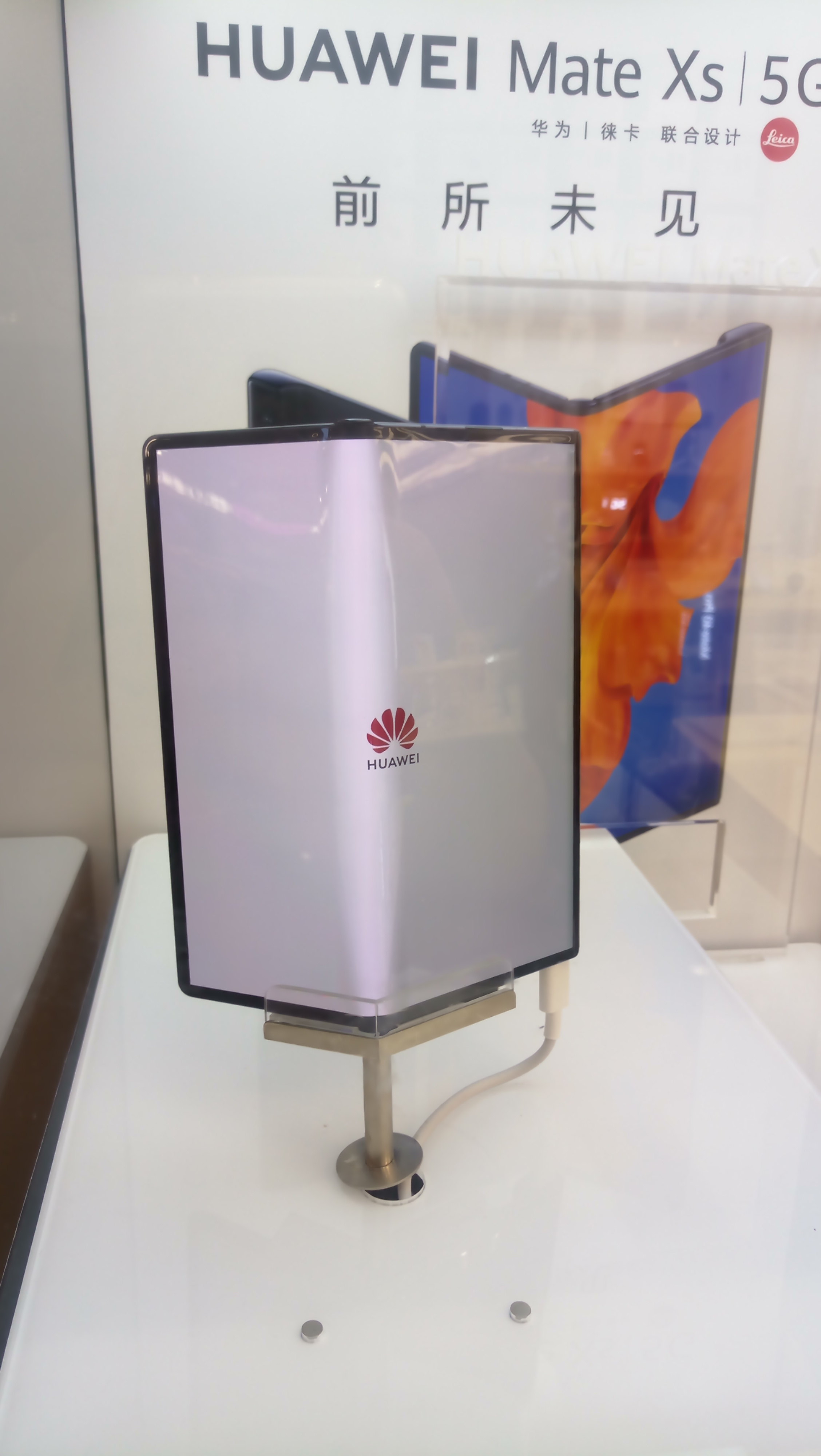

화웨이 메이트 X(Huawei Mate X)는 화웨이가 생산한 안드로이드 (운영체제) 기반 고급 폴더블 스마트폰이다. 2019년 2월 25일 MWC 2019에서 공개되었으며 원래는 2019년 6월에 출시될 예정이었지만, 삼성전자의 유사한 제품인 갤럭시 폴드의 사용자들이 보고한 실패에 따라 광범위한 테스트를 위해 출시가 연기되었다. 메이트 X는 2019년 11월에만 중국에서 출시되었다. 화웨이는 2020년 2월 24일에 원래 메이트 X의 하드웨어 개정판으로 메이트 Xs를 발표했으며, 2020년 3월에 중국을 제외한 "글로벌 시장"에 출시되었다. 이 기기는 더 내구성 있는 디스플레이, 개선된 힌지 기능, 재설계된 냉각 시스템, 최신 기린(Kirin) 990 5G SoC 및 EMUI 10이 포함된 안드로이드 10을 특징으로 한다.